# 니콜라이 오제긴
니콜라이 아파나시예비치 오제긴(러시아어: Никола́й Афана́сьевич Ожегин, 1971년 5월 4일~)은 러시아의 전직 유도 선수이다. 1996년 하계 올림픽 남자 엑스트라라이트급에 참가했으며 세계 선수권 대회에서 금메달 1개(1995)를 획득했다.